# 吉野紗千代
吉野 紗千代（よしの さちよ、2005年11月29日 - ）は、日本の女子柔道選手。大阪府出身。階級は48kg級。身長152㎝。

## 経歴
天理中学2年の時に全国中学校柔道大会40㎏級で3位になった。天理高校2年の時にインターハイと全国高校選手権でともに3位となった。
2024年に帝京大学へ進学すると、全日本ジュニアで優勝した。世界ジュニアでは初戦でスペインのマルタ・ベオルレグイ・オセスに技ありを先取されるも終了間際に技ありを取り返すと、その後合わせ技で逆転勝ちするなどして決勝まで進むが、中国のホイ・シンランに技ありで敗れて2位だった。グランプリ・リンツでは2回戦で世界選手権2位であるイタリアのアッスンタ・スクットを有効で破るなどして決勝まで進むと、カザフスタンのアビバ・アブジャキノワとの対戦では有効を先取しながら技ありで逆転負けを喫して2位にとどまった。2年の時には体重別の準決勝でJR東日本の古賀若菜に逆転負けを喫して3位だった。
IJF世界ランキングは500ポイント獲得で70位(25/4/7現在)。

## 戦績
- 2019年 -　全国中学校柔道大会 - 3位(40㎏級)
- 2022年 -　インターハイ - 3位
- 2023年 -　全国高校選手権 - 3位
- 2024年 -　全日本ジュニア - 優勝
- 2024年 -　世界ジュニア - 2位
- 2024年 -　体重別団体　3位
- 2024年 -　講道館杯　7位
- 2025年 - グランプリ・リンツ　2位
- 2025年 - 体重別　3位

(出典、JudoInside.com)